# Antifonari
Un antifonari és un llibre litúrgic de l'Església d'Occident que conté diversos cants de l'Ofici diví, com antífones, responsoris i altres. L'antífona és un tipus de cant litúrgic que consisteix generalment en una melodia relativament breu en un senzill estil sil·làbic i que serveix de tornada en cantar els versos d'un salm o càntic.